# Бик (символ)
Вижте пояснителната страница за други значения на Бик.
Бикът като символ има двойствен смисъл.
Обикновено означава мъжкото начало в природата, соларната сила, свещена за всички небесни богове; плодовитост; мъжката сила; царски сан, царят. Когато е лунарен, бикът символизира земята, влажното начало в природата, яздят го лунарни богини като Астарта и Европа. Тогава означава опитомяване на мъжката и животинската природа. Язденето на бик или бикове, теглещи колесници, е атрибут на соларен воин и се свързва с небето, бурята и соларните божества. Ревът на бика е гръмотевицата, дъждът и плодородието. Като олицетворение на детеродната сила бикът се свързва с оплодителната енергия на слънцето, дъжда, бурята, гръмотевицата и светкавицата, а следователно и със сухия, и с влажния принцип едновременно.
От дълбока древност небесните богове и божествата на времето се изобразяват като бик. До тях обикновено седи богинята като съпруга.
Жертвоприношението на бик се среща в култовете на Атис и Мирта, както и в древните новогодишни обреди.
Символиката на бика е разпространена във всички шумерски и семитски култове. Човекът-бик обикновено е пазител на център, съкровище или врата. Той предотвратява злото и предпазва от зли сили.
Главата на бика (най-важната част, тъй като съдържа жизненото начало) означава жертвоприношение и смърт. Убиване на бик на Нова година означава смъртта на Зимата и раждането на съзидателната сила на живота. Има Биг в Рогозенското съкровище. От него има 165 съда. Открит е на 6 януари 1986 г.

## В различните митологии и религии
В будизма бикът е символ на нравствената природа, Аз-ът; атрибут на бога на мъртвите Яма, който често се изобразява като бик или с биволска глава.
В гръцката митология е атрибут на Зевс, като небесен бог, както и на Дионис, който има рога и понякога глава на бик, особено когато означава мъжкото начало. Бикът е свещено животно на Посейдон, чиито „виноносци в Ефес“ били бикове.
Като символ на влажното начало е атрибут на Афродита.
В египетската митология бикът Апис е въплъщение на Озирис „и вторият живот и слуга на Пта“. Бил почитан също и в образа на Мневис или Мервер и бил свещено животно на слънчевия бог Ра, който като небесен бик всекидневно оплождал небесната богиня Нут. Земният бог Неб също е бил бик на небесната богиня. Бедрото на бика е фалическият крак на Сет и означава плодородие, сила и Северния полюс.
Като зодиакален символ телецът, Taurus, олицетворява слънцето и означава творческото възраждане, което носи Пролетта.
В индуизма бикът е сила; бързина; плодородие; размножителната сила на природата. Бикът Нанди е возилото на пазителя на Запада Шива. Бикът е атрибут на Агни, „Могъщия Бик“, както и форма на Индра в аспекта му на бог на плодородието. Бикът е също животворният дъх на всеобхващащия Адити. Силата, която идва от Сома, често се отъждествява със силата на бика. Рудра се съвкупява с богинята крава.
В келтската митология боговете бикове означават божествена власт и сила. При друидите бикът е слънцето, а кравата е земята.
В китайската митология бикът е едно от символичните животни на Дванадесетте земни клона.
В римската митология бикът е атрибут на Юпитер като небесно божество. Принасян в жертва на Марс, а през II-IV век и на Кибела (тавроболий).
В християнството символизира грубата сила, емблема е на св. Евтахий, измъчван в месингов бик, и на св. Текла.
В юдаизма Иехова е „Бикът на Израил“, т.е. бикът е силата на Иехова.
В Библията като жертвено животно е символ на паднал в битка воин. Също се използва и като метафора за силни врагове.
В шумеро-семитската митология Небесният бик е изорал голямата бразда в небето. Ашур и Адат, които язят бик, са „небесни бикове“. Слънцето е „дивият бик на небето и земята“. Лунният бог Син също приема образа на бик. С акадсия „бик-водач“ започва зодиакалната година. Крилатите бикове са духове-пазители.